# Guillermo I de Hesse-Rotenburg
Guillermo I "el Viejo" de Hesse-Rotenburg (Kassel, 15 de mayo de 1648 - Langenschwalbach, 20 de noviembre de 1725) fue desde 1683 hasta su muerte Landgrave de Hesse-Rotenburg.

## Primeros años de vida
Era hijo de Ernesto I de Hesse-Rotenburg-Rheinfels y su esposa, la condesa María Leonor de Solms-Lich. Guillermo fue apodado el Viejo para distinguirlo de su sobrino, Guillermo II de Hesse-Wanfried-Rheinfels.

### Matrimonio e hijos
Guillermo se casó el 3 de marzo de 1669 en Rochefort con la condesa María Ana de Löwenstein-Wertheim (1652-1688), era hija del condé Fernando Carlos de Löwenstein-Wertheim-Rochefort. Ana murió en 1688 y fue enterrada en el monasterio franciscano de Boppard. Con ella tuvo ocho hijos:
1. Leonor (nacida: 26 de noviembre de 1674)
2. María Leonor Amalia (nacida: 25 de septiembre de 1675) casada con el conde palatino Teodoro Eustaquio del Palatinado-Sulzbach.
3. Isabel Catalina Felicitas (nacida: 14 de febrero de 1677) casada en primer lugar con el príncipe Francisco Alejandro de Nassau-Hadamar y en segundas nupcias con el conde Antonio Fernando de Attems.
4. Sofía (nacida el 4 de abril de 1678).
5. María Amelia Guillermina (nacida: 6 de agosto de 1679).
6. Joaneta (nacida el 12 de septiembre de 1680), religiosa.
7. Ernestina (nacida el 23 de octubre de 1681) casada con el conde Roberto de la Cerda de Villalonga.
8. Ernesto II Leopoldo (nacido el 25 de junio de 1684), Landgrave de Hesse-Rotenburg, casado con su prima hermana Leonor María de Löwenstein-Wertheim.

## Vida pública
Después de la muerte de su padre en 1693, Guillermo gobernó la mitad de Hesse-Rotenburg, la cuarta parte de Hesse-Kassel, que Mauricio I de Hesse-Kassel había distribuido como feudos entre los hijos de su segunda esposa, Juliana. Oficialmente residía en Rotenburg an der Fulda, pero a menudo se quedaba en Langenschwalbach en el área de Taunus. Sus descendientes gobernaron Hesse-Rotenburg, y su nieto, Constantino, reunió todas las partes de la región.
Los dominios de Guillermo incluían la parte inferior de la Provincia de Katzenelnbogen y los distritos y castillos de Rheinfels, Reichenberg y Hohenstein, así como parte de Umstadt y Vierherren an der Lahn. Cambió el distrito y la ciudad de Eschwege con su hermano Carlos por el distrito y la ciudad de Rotenburg. También tuvo derechos sobre los dominios de Falkenberg, Cornberg y Langenschwalbach y recibió una parte del peaje de Hesse en el Rin y los derechos de aduana sobre el vino, la agricultura y la lana y el peaje en Boppard.
Guillermo murió en 1725 y fue enterrado en la Iglesia Católica de St. Elizabeth en Langenschwalbach.